# Pałac w Birczy
Pałac w Birczy – znajduje się na zamkowym wzgórzu na wschód od miasteczka Bircza.
Wzgórze oddzielone było od miasteczka wąwozem, którego dnem przepływa potok (bez nazwy), dopływ Korzonki. Obecnie wąwóz jest częściowo zasypany.
Pierwsza wzmianka o zamku w Birczy pochodzi z I połowy XVIII wieku, przypuszcza się jednak, że jakaś budowla obronna znajdowała się w tym miejscu dużo wcześniej. Zamek kontrolował przebiegające u podnóża drogi biegnące w kierunku Przemyśla i Sanoka, oraz na południe, w kierunku Węgier ("trakt węgierski"). Podejrzewa się, że jedną z pierwszych budowli był bastionowy dwór obronny Bireckich z przełomu XVI i XVII wieku. W I połowie XVIII wieku znajduje się tutaj drewniany, podpiwniczony, kryty gontem zamek należący do rodziny Błońskich.
Na przełomie XVIII i XIX wieku zamek był własnością Humnickich.
Na początku XIX wieku zamek został gruntownie przebudowany. Opierając się na starych zamkowych murowanych piwnicach, w miejsce drewnianego Humniccy wybudowali murowany prostokątny zamek.
W 1841 roku zamek stał się własnością rodziny Kowalskich. W latach 60. XIX wieku rozpoczęto gruntowną przebudowę zespołu zamkowego: zlikwidowano wszystkie zabudowania gospodarcze przylegające do elewacji zachodniej i północnej, stworzono nowy kompleks folwarczny powyżej zamku, w większej od niego odległości, odsunięto od zamku bardziej na północ dawny szlak handlowy, doprowadzono do zamku aleję i schody od strony północnej, dobudowano dwie baszty od strony północnej, utworzono park i ogrodzono cały teren.

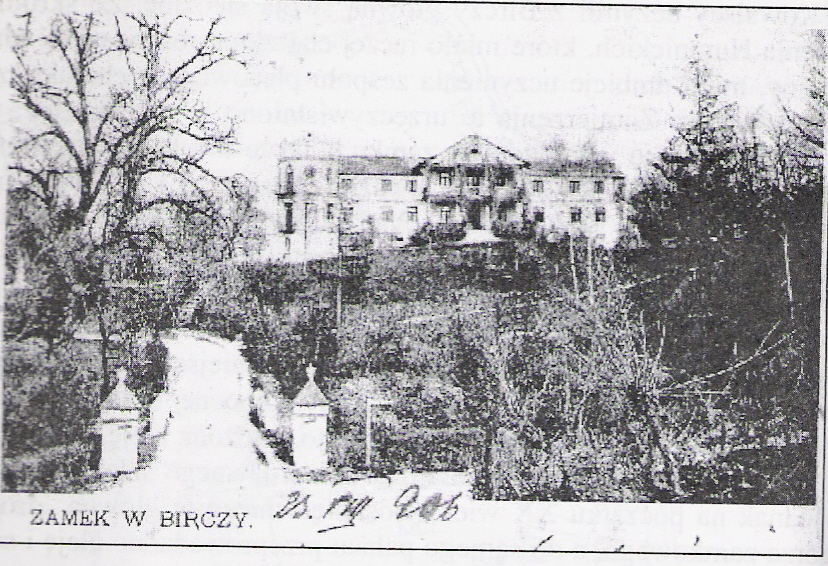
Fasada zachodnia, ok. 1906

W 1945 roku, w trakcie walk polsko-ukraińskich pałac został spalony, a ruiny częściowo rozebrane. W wyniku reformy rolnej pałac wraz z parkiem został upaństwowiony.
W latach 50. XX wieku został częściowo odbudowany z przeznaczeniem na szkołę podstawową. Według danych z 1959 r. budynek był w części północnej piętrowy, w południowej parterowy. Dach trójpołaciowy, kryty blachą. Podłogi i stropy drewniane. Przed elewacją północną znajdowała się fontanna.
Około 1960 r. wykonano gruntowny remont: wymieniono schody na żelbetowe, zmieniono stolarkę drzwiową i okienną, część parterową nakryto eternitem. Około 1970 wykonano kolejny remont, adaptując pałac na internat szkoły podstawowej: nadbudowano część południową, wymieniono częściowo stropy, odkopano i wyremontowano piwnice, dach nakryto blachą.
Obecnie obiekt przechodzi renowację.

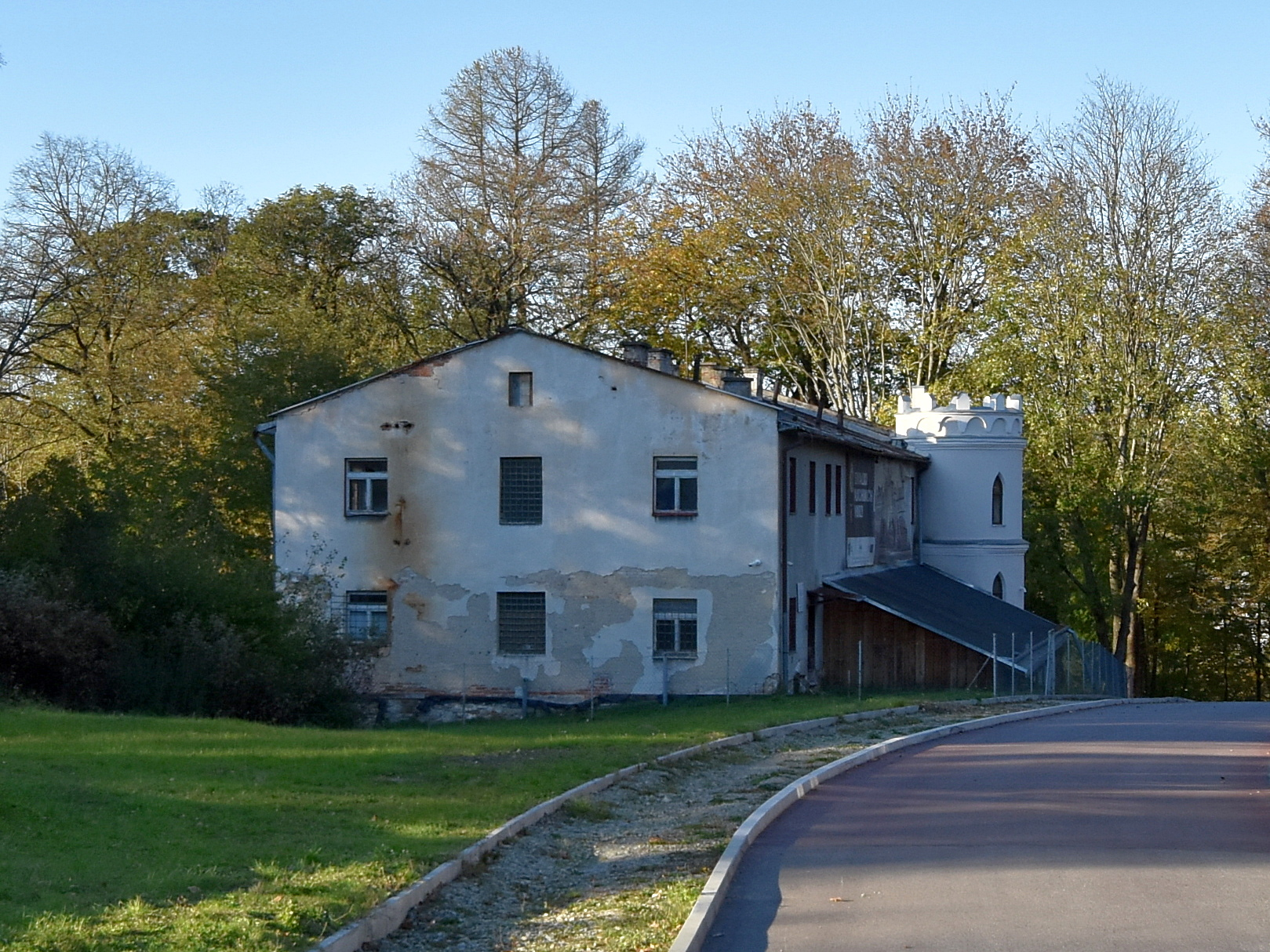
Widok od południa
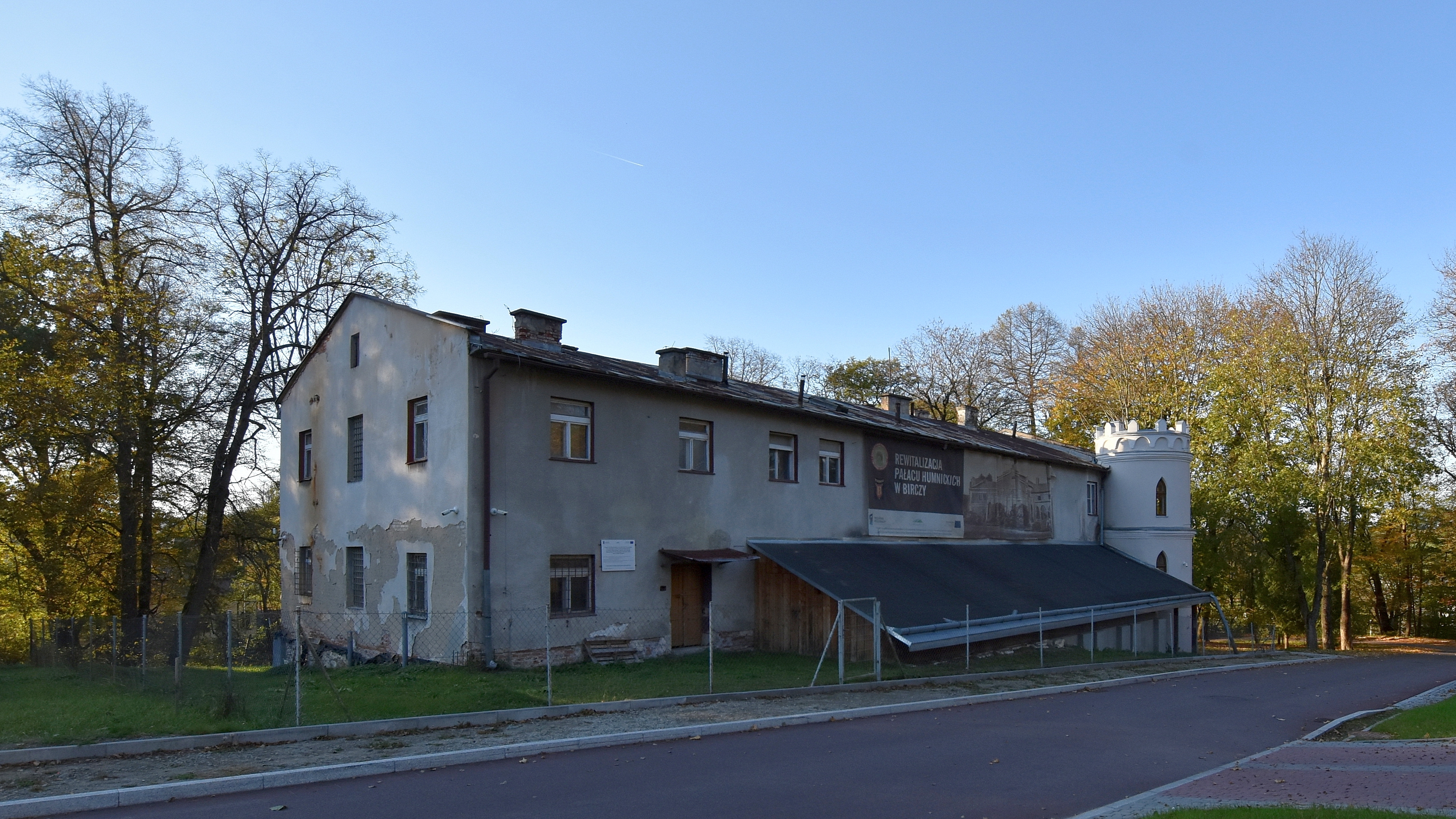
Widok od strony wschodniej
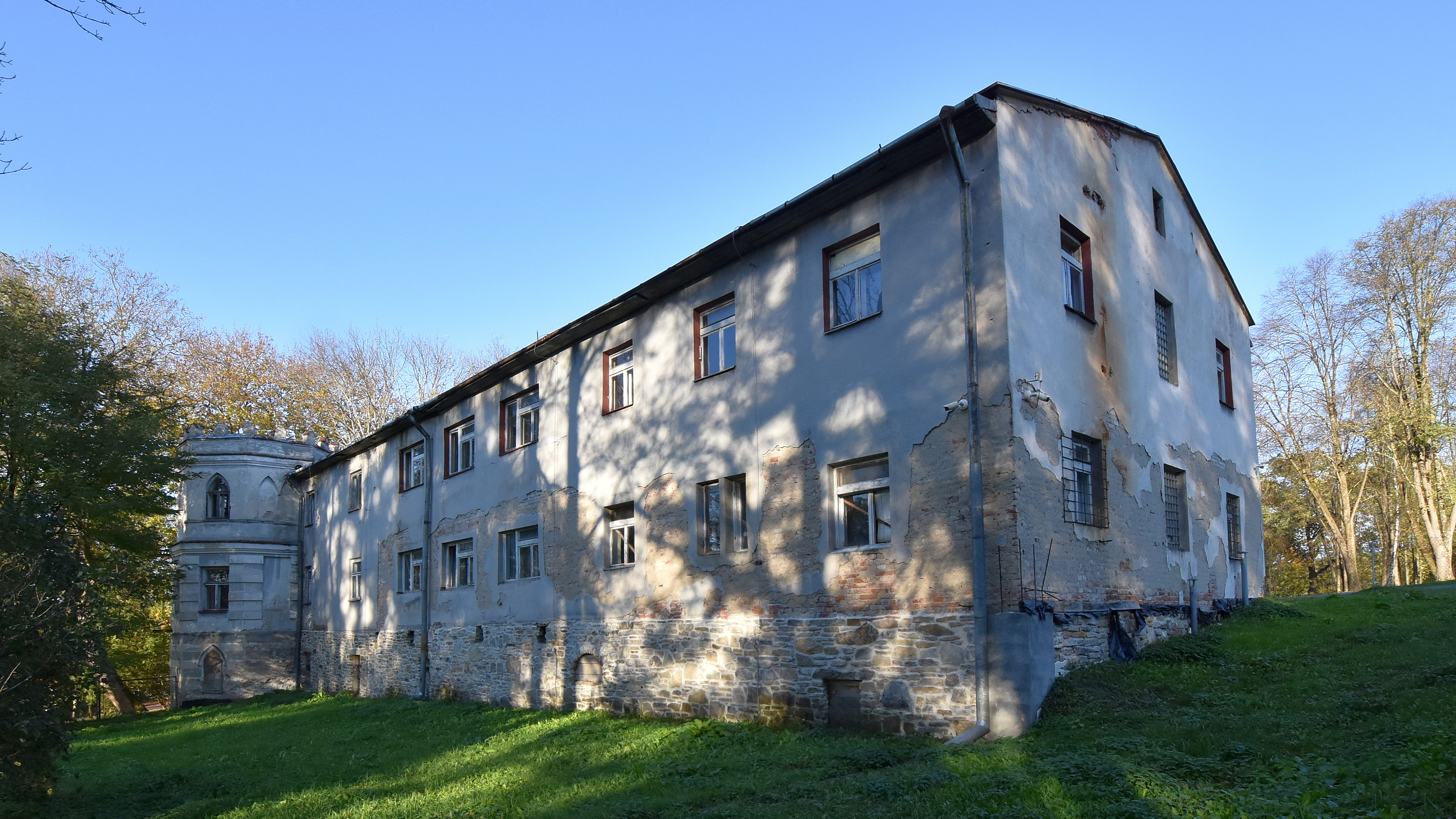
Elewacja zachodnia
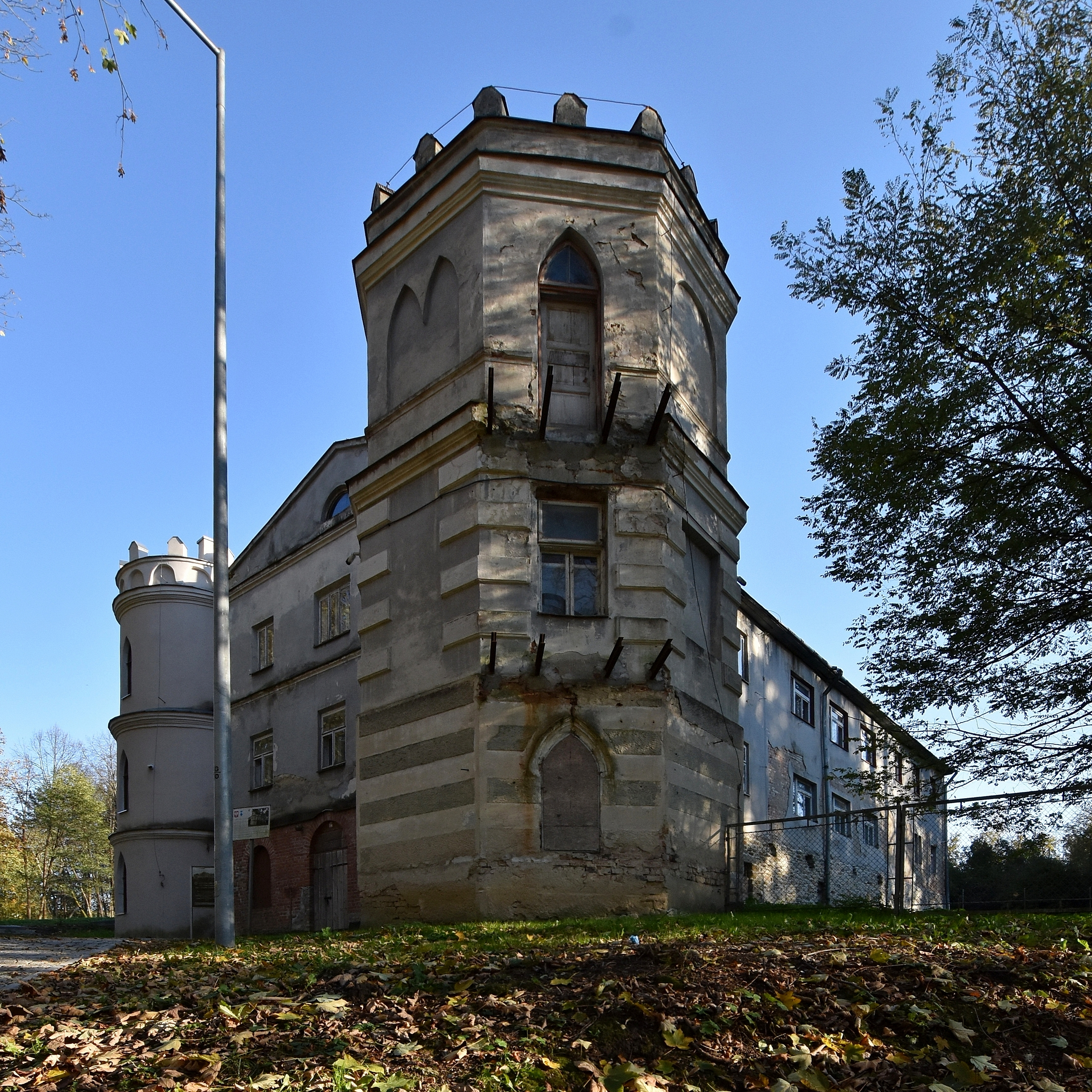
Balkon z herbem właścicieli
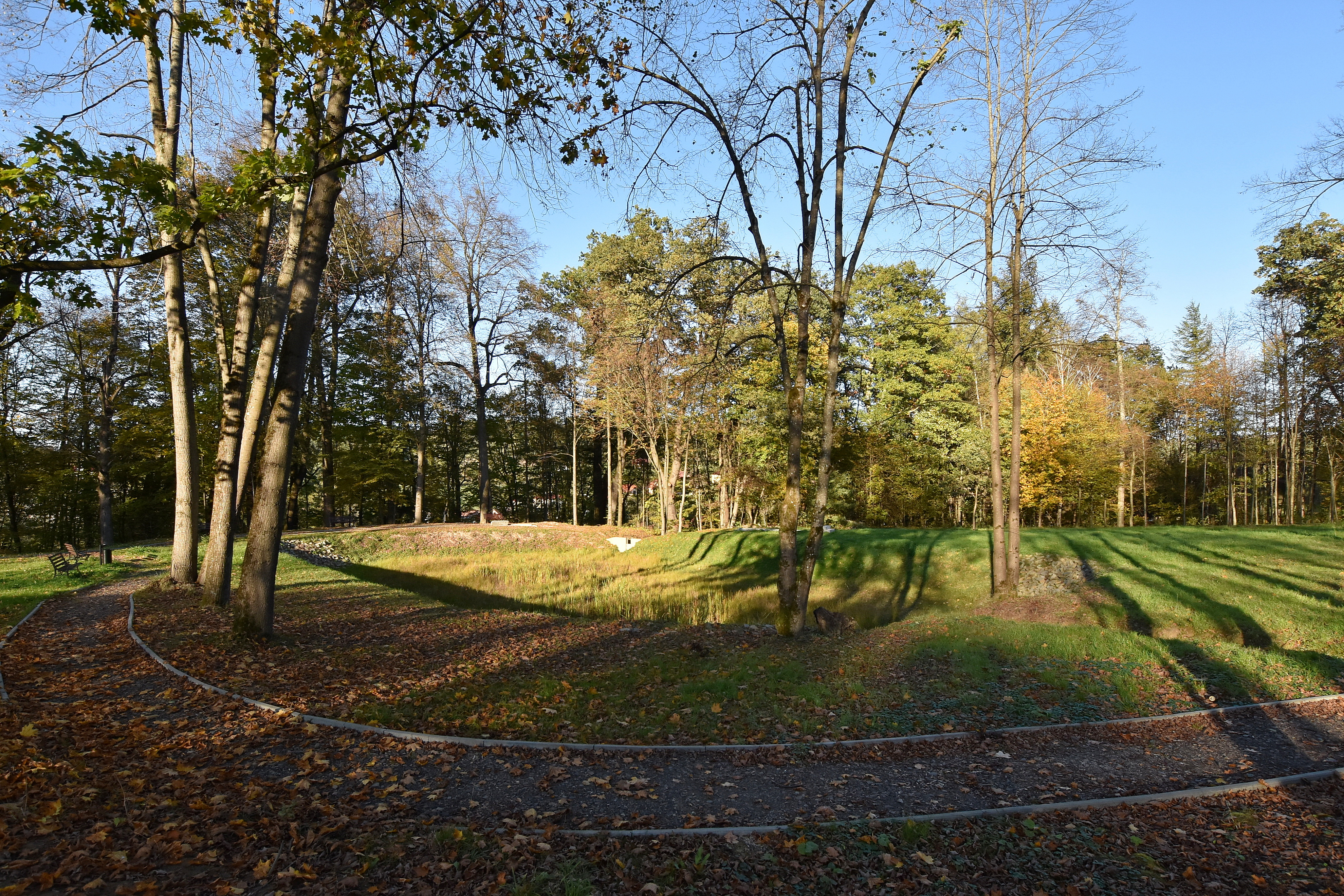
Staw
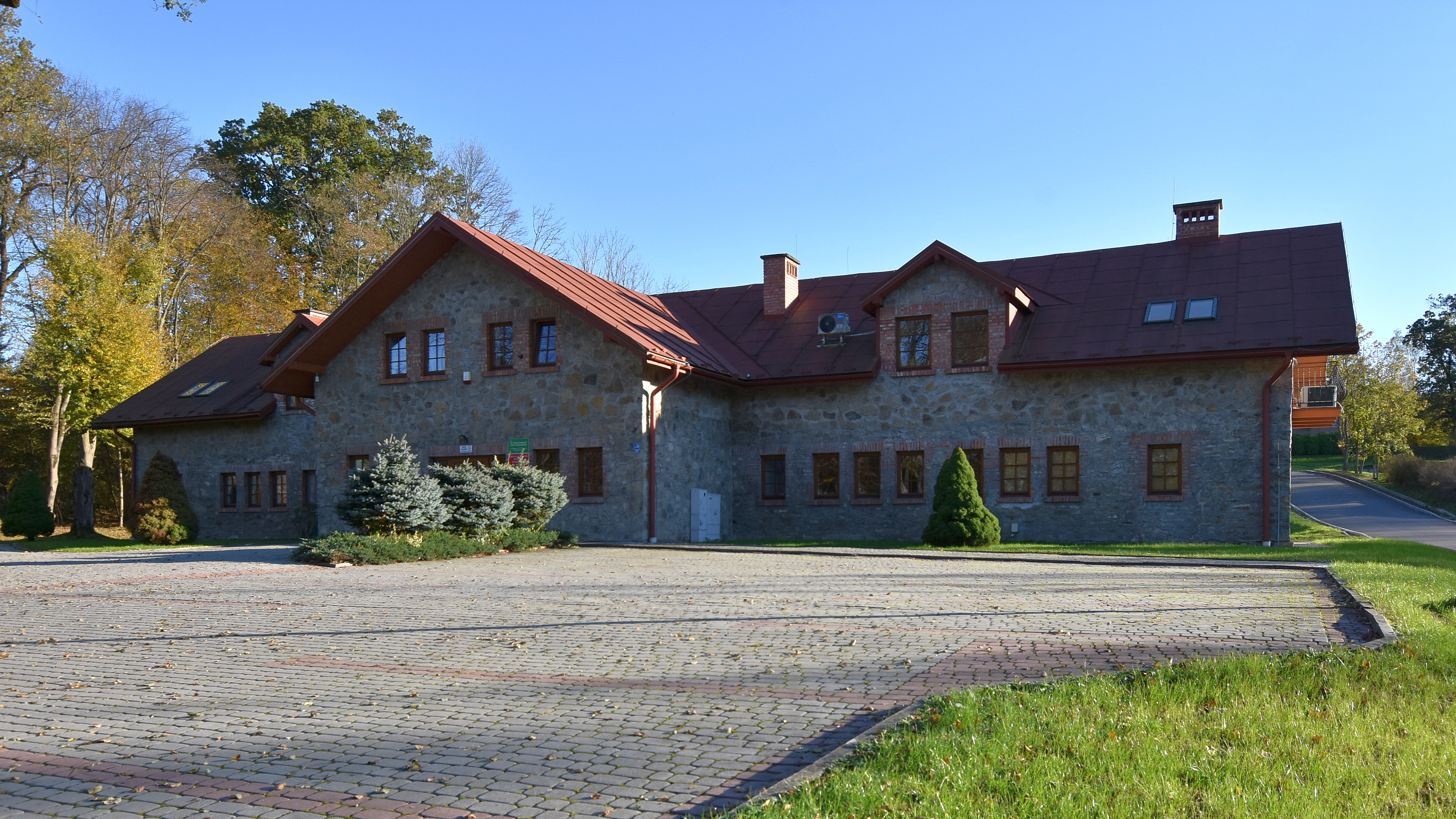
Dawna stajnia, ostatnia pozostałość folwarku
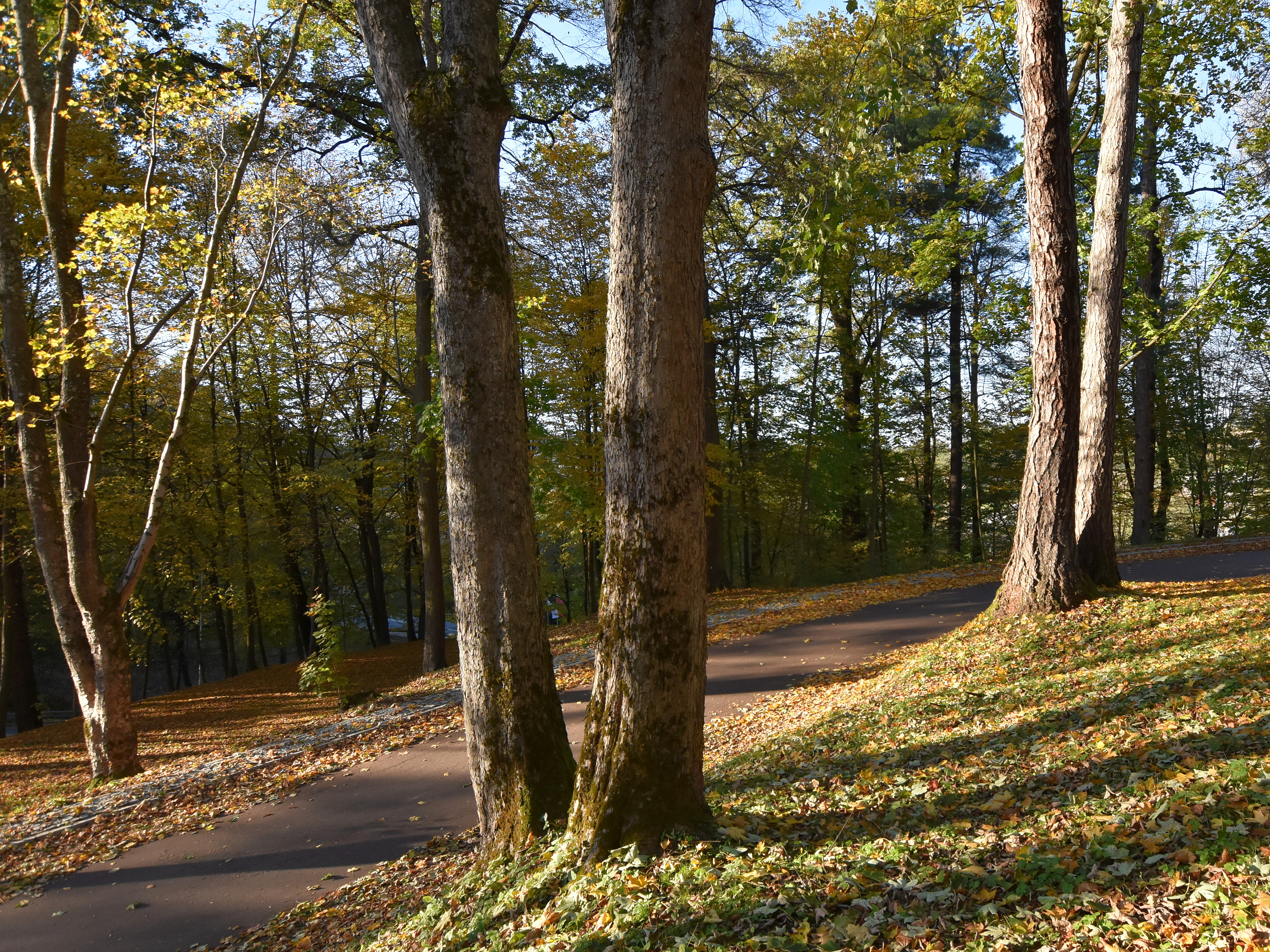
Park